# محوطه قلعه چات جیق
محوطه قلعه چات جیق در شهرستان گنبد کاووس، بخش داشلی برون، روستای چات واقع شده و این اثر در تاریخ ۷ مرداد ۱۳۸۲ با شمارهٔ ثبت ۹۳۲۶ به‌عنوان یکی از آثار ملی ایران به ثبت رسیده است.